# Laundry Day
Laundry Day ist ein eintägiges Musikfestival der Elektronischen Tanzmusik. Es findet jeweils im September im belgischen Antwerpen statt.
Das Festival wurde erstmals 1998 in der Kammenstraat als Straßenparty mit einigen Hundert Zuschauern abgehalten. Rasch vergrößerte es sich und es kamen neue Bühnen hinzu. 2005 zog man in den ehemaligen Hafenbezirk Eilandje um. Ab 2009 war ein Freigelände in Nieuw-Zuid, im Süden der Stadt, Veranstaltungsort. Seit 2015 belegt man eine Wiese am See Middenvijver im zentralen Stadtteil Linkeroever. Um 2017 war das Festival auf über 60.000 Besucher angewachsen.

## Künstler
Überwiegend treten belgische DJs oder Liveacts der elektronischen Tanzmusik auf. Zu den internationalen Headlinern gehören Dimitri Vegas & Like Mike, Stephan Bodzin, Felix da Housecat, Len Faki, Dave Clarke, Knife Party, Benny Benassi, A-Trak u.v.m.